# Aleksandr Anpilogov
Aleksandr Semënovič Anpilogov (in russo Александр Семёнович Анпилогов?, in georgiano ალექსანდრე ანპილოგოვი?, Aleksandre Anp'ilogovi; Tbilisi, 18 gennaio 1954) è un ex pallamanista georgiano, fino al 1991 sovietico.

## Palmarès

### Olimpiadi
- 2 medaglie:
  - 1 oro (Montréal 1976)
  - 1 argento (Mosca 1980)